# Schloss Oberlichtenau

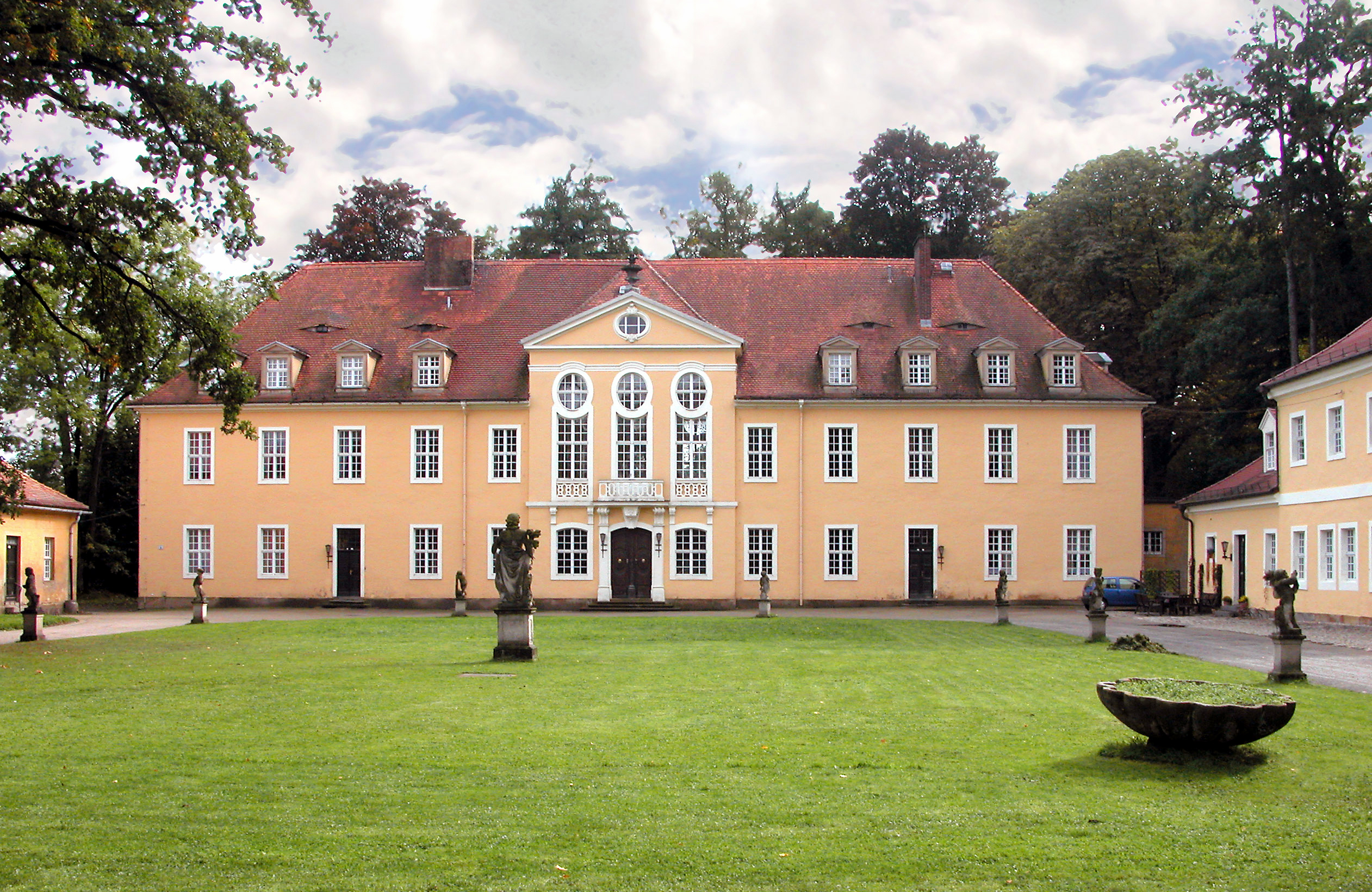
Schloss Oberlichtenau

Schloss Oberlichtenau ist ein barockes Schloss mit einem Schlossgarten in Oberlichtenau, einem Stadtteil von Pulsnitz im sächsischen Landkreis Bautzen, rund 25 km nordöstlich der Landeshauptstadt Dresden.

## Geschichte
Im Jahr 1718 hatte Graf Christian Gottlieb von Holtzendorff das Rittergut Oberlichtenau geerbt, das zuvor sächsischen Adelsfamilien wie den von Schönberg oder von Oppel gehört hatte. Er ließ als standesgemäße Unterkunft ab 1724 ein barockes Schloss errichten. Den Park ließ er im Französischen Stil gestalten, mit einem formalen Garten auf der Rückseite des Schlosses sowie einem Boskett mit geometrischen Wegen rechts der Auffahrt, die beiderseits eines Teichs vorbeiführt. Der Parkteil zwischen dem formalen Garten und dem Boskett wurde später im Sinne eines Englischen Landschaftsgartens gestaltet. Barocke Sandsteinplastiken stehen vor und hinter dem Gebäude.
Holtzendorffs Tochter Friederike Christiane heiratete 1749 den Grafen Friedrich August von Cosel (1712–1770), Sohn Augusts des Starken mit seiner Mätresse Constantia von Cosel. Zu diesem Zeitpunkt hatte Graf Holtzendorff das Gut Oberlichtenau aber bereits verkauft, und zwar 1744 an den kursächsischen Premierminister Graf Heinrich von Brühl. In Oberlichtenau ist dieser jedoch nur selten gewesen, da er meist im Dresdener Palais Brühl lebte und noch zahlreiche weitere Rittergüter besaß, von denen Schloss Pförten sein Hauptsitz war. Den Festsaal in Oberlichtenau ließ er jedoch von Johann Christoph Knöffel im Stil des späten Dresdner Barock neu ausgestalten, mit zwei Musikemporen im Obergeschoss. König Friedrich II. von Preußen, der Brühl aufs Äußerste hasste, befahl nach der Niederlage Sachsens im Siebenjährigen Krieg, die Güter Brühls – darunter auch Oberlichtenau – zu verwüsten. Am 19. November 1758 plünderten 23 preußische Husaren unter dem Kommando des Leutnants von Franckenberg das Schloss und zerstörten große Teile der Ausstattung und der Einrichtung. Eine Tochter Brühls ließ das Schloss wiederherstellen.
Brühls Erben verkauften Oberlichtenau 1774 an den Grafen Andreas von Renard, der den Besitz an den Grafen Camillo Marcolini veräußerte. Dieser war mit den Ränkespielen am Dresdner Hof beschäftigt und bewohnte das Palais Brühl-Marcolini, das er von Brühls Erben erworben hatte, so dass er sich kaum um das Schloss kümmerte. So verfiel die Anlage zusehends. Das Rittergut wechselte danach oft den Besitzer, darunter die von Oertzen; es wurde nach jeweils einer Generation wieder verkauft. Im 19. Jahrhundert besaßen es unter anderen die Familien Schumann, Lecha und Bader, bis es 1945 enteignet wurde.
In der DDR diente das Schloss als Waisenhaus und Kinderheim. 1997 kaufte der Christliche Verein des Ortes die durch die Bodenreform abgetrennte Schlossgärtnerei und errichtete dort 2005 den ersten Bibelgarten mit Elementen in Deutschland. Von 2005 bis 2008 stand das Schloss leer. Aus dem Eigentum des Landkreises Kamenz ging es im Jahr 2008 an das Ehepaar Holtzhuizen aus den Niederlanden, die es sanierten und für Veranstaltungen öffneten. Seit September 2019 befindet sich das Schloss im Eigentum des – in der DDR aufgewachsenen – Andreas Freiherr von Hünefeld († 2024) und seiner Witwe Daniela, die es neu möblierten, weiter restaurieren und auch die Veranstaltungen fortführen. So werden der Barocksaal und weitere Räume für standesamtliche Hochzeiten, Festessen oder Tagungen vermietet und Konzerte finden statt. Schlossbesichtigungen sind nach Voranmeldung für Gruppen von mindestens 10 Personen möglich. Der Schlosspark ist frei zugänglich. Ein Parkentwicklungskonzept aus dem Jahr 1997 sieht eine umfassende Wiederherstellung des barocken Wegesystems und der Pflanzenstruktur vor – unterstützt von einem Förderverein. Ein mit QR-Codes abrufbarer Lehrpfad mit Quiz wurde für Schüler eingerichtet.

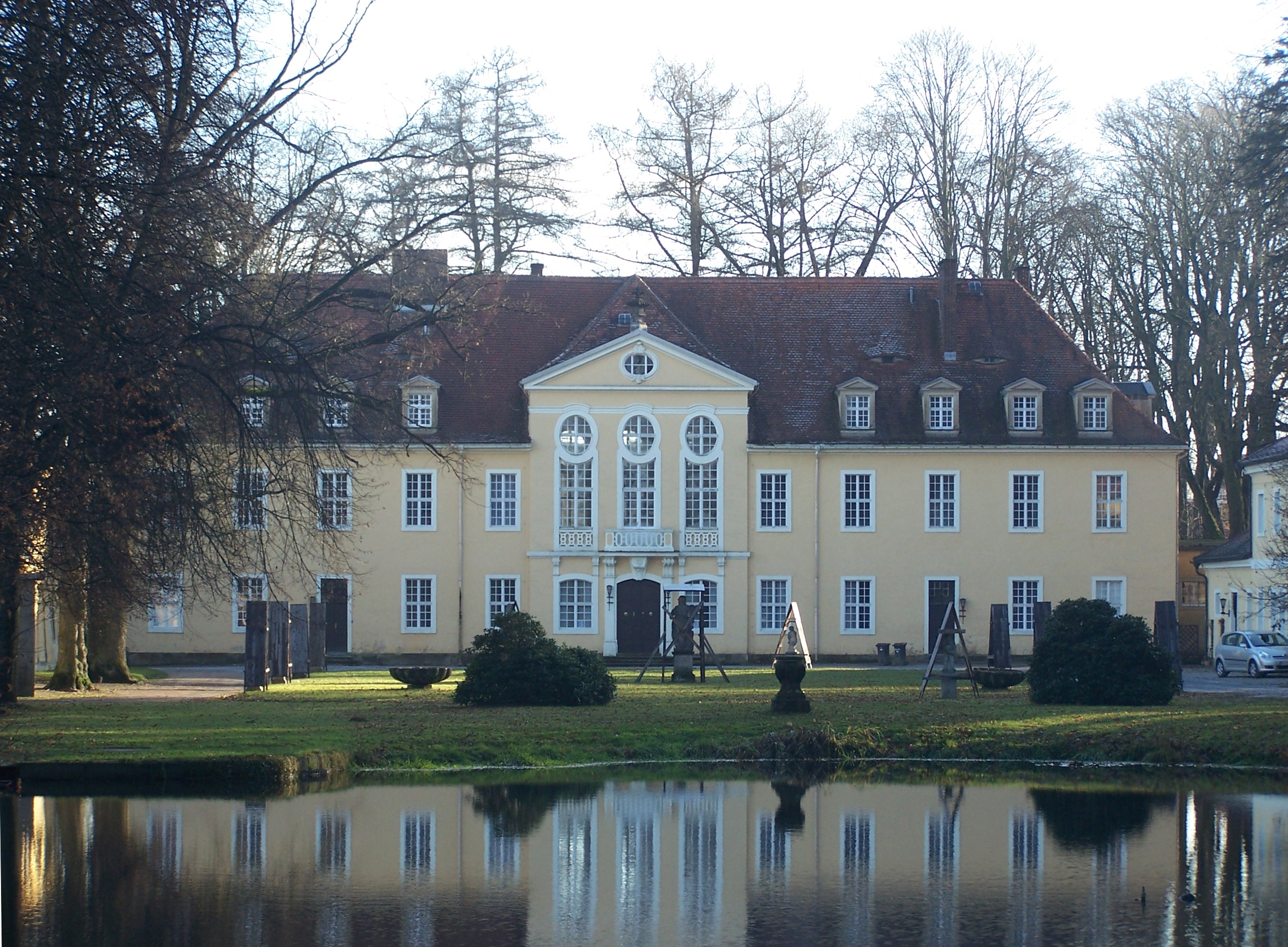
Vorderansicht
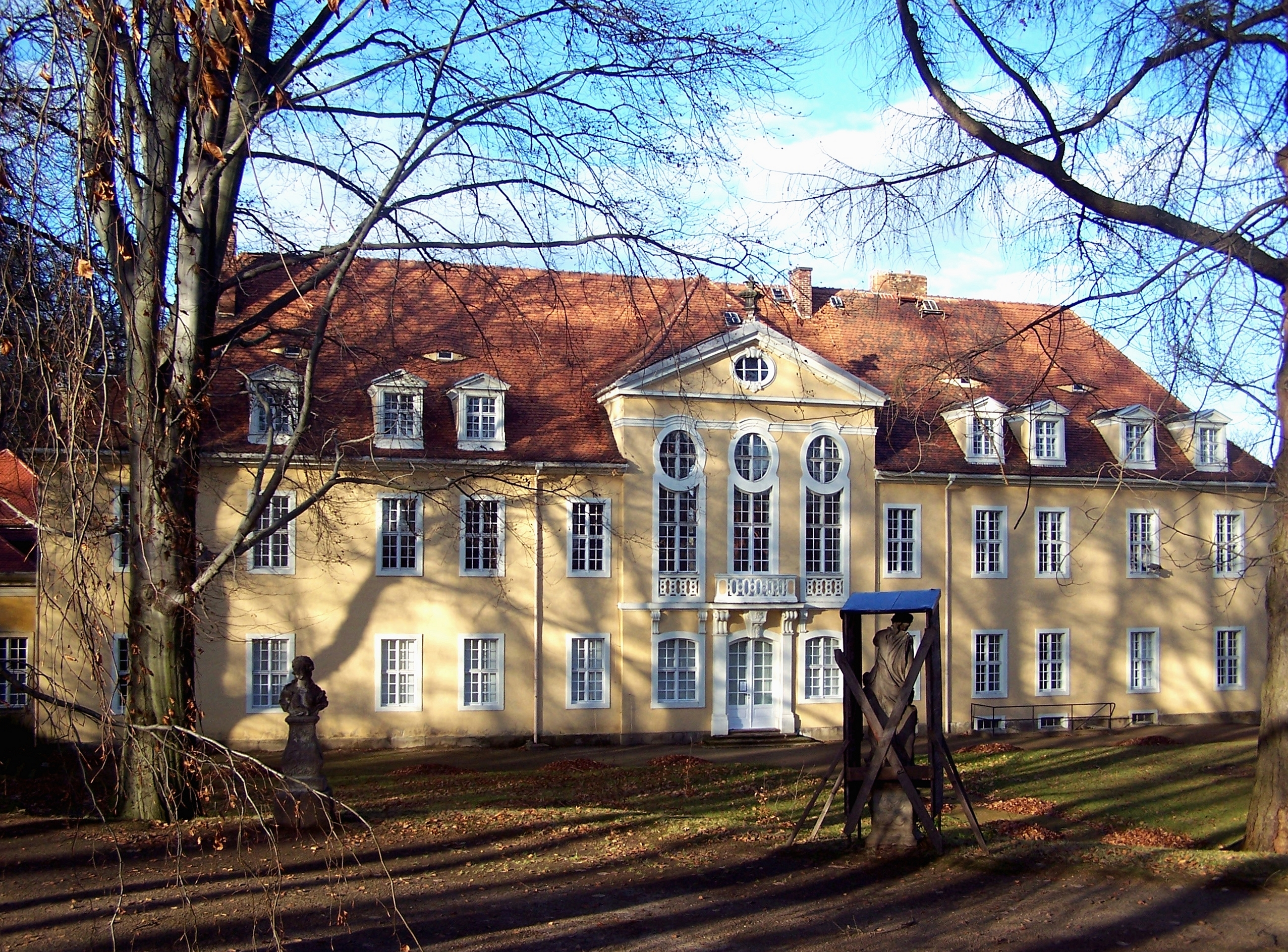
Rückansicht
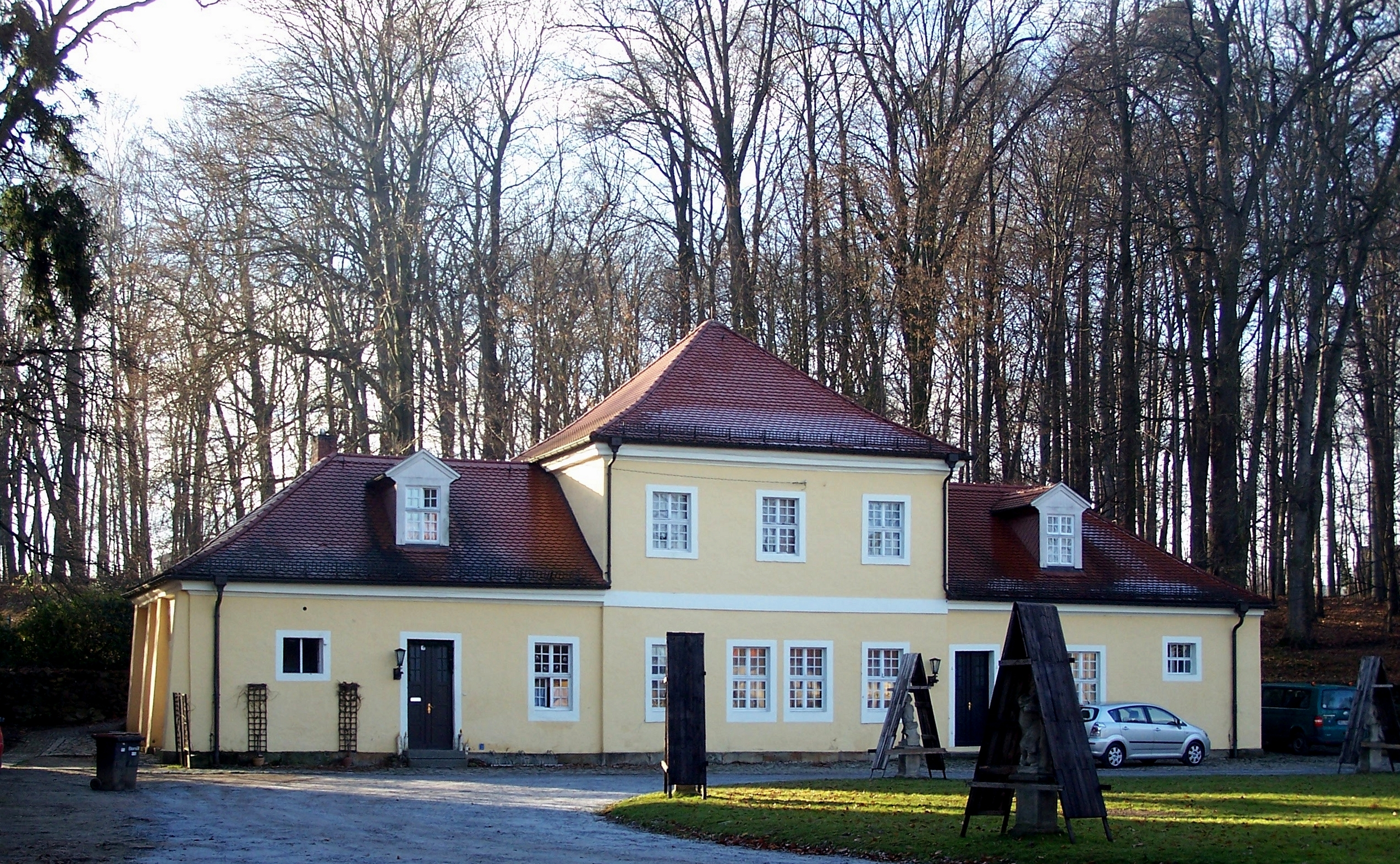
Kavalierhaus
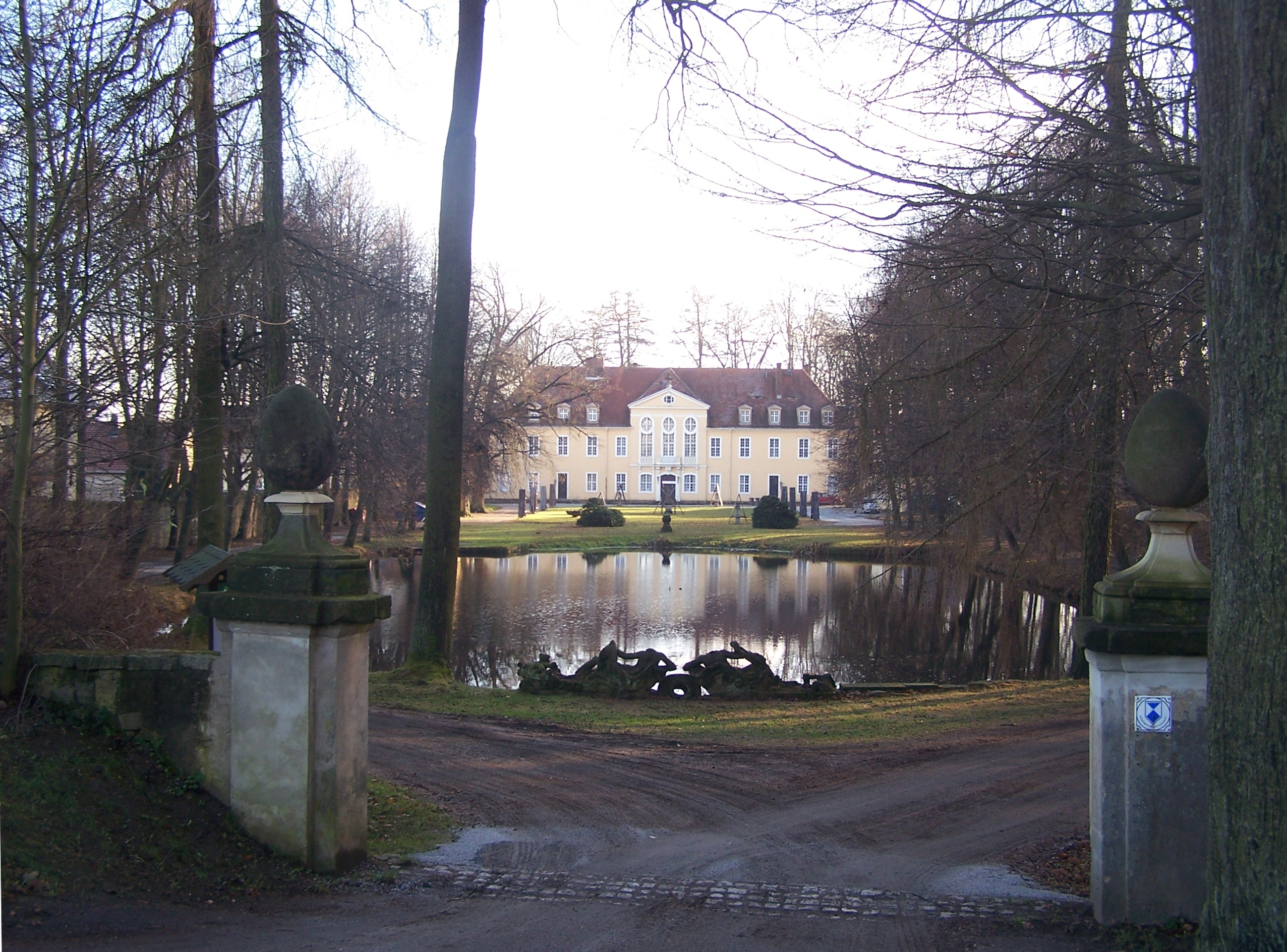
Zufahrt
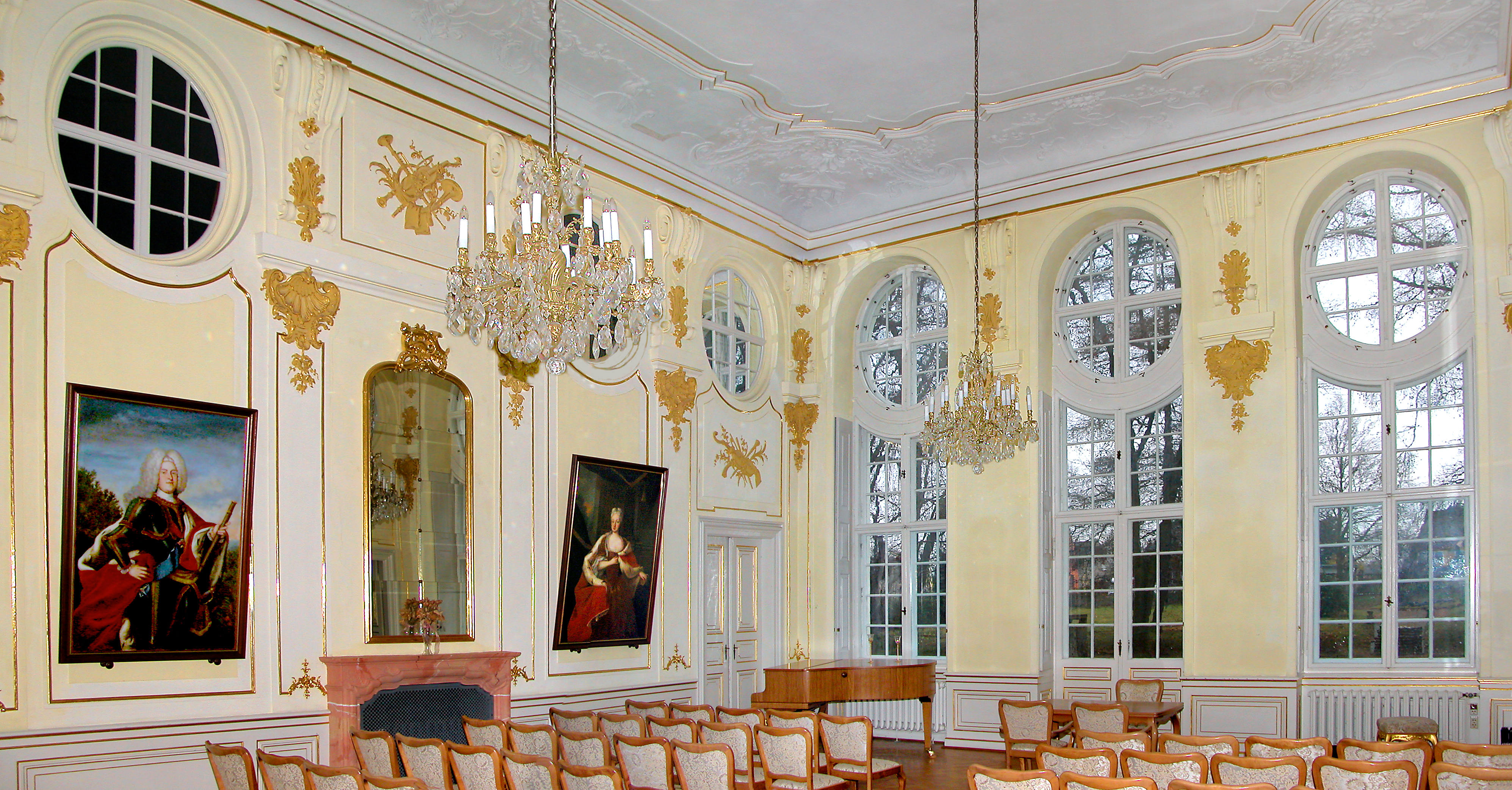
Festsaal, von Johann Christoph Knöffel neu gestaltet.
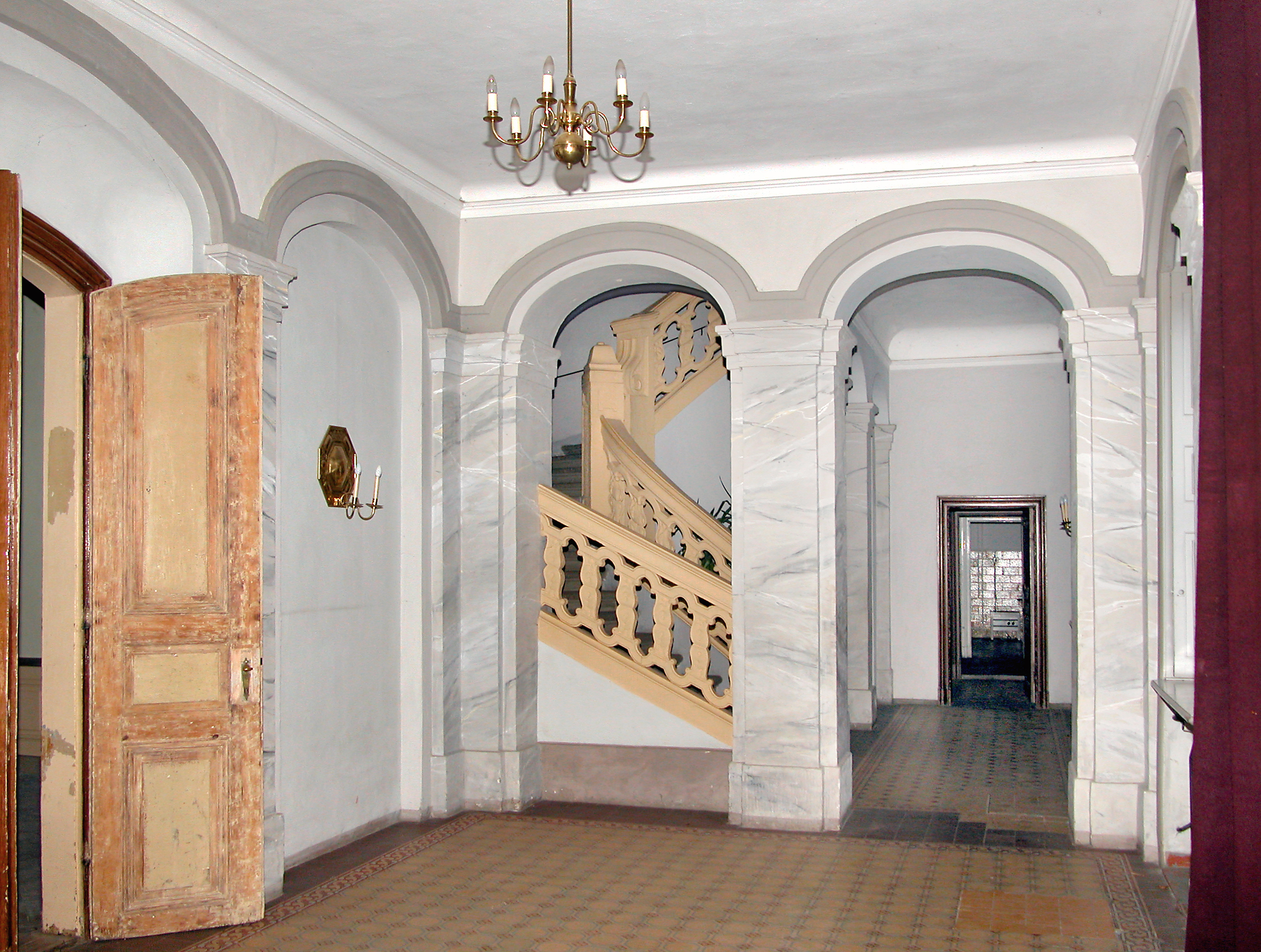
Treppenhaus